# Jean-Marc Vallée
Jean-Marc Vallée OC OQ (Montreal, 9 de março de 1963 - Berthier-su-Mer, 25 ou 26 de dezembro de 2021) foi um cineasta, roteirista, editor e produtor canadense. Recebeu três indicações ao Emmy, das quais venceu duas (uma de melhor diretor em minissérie, telefilme ou especial dramático e outra de melhor série limitada, ambas em 2017 pelo trabalho em Big Little Lies).

## Morte
Vallée foi encontrado morto em sua cabana próxima de Quebec, em dezembro de 2021.

## Filmografia
- Les Fleurs magiques (1995)
- Liste noire (1995)
- Los Locos (1997)
- Les Mots magiques (1998)
- Loser Love (1999)
- C.R.A.Z.Y. (2005)
- The Young Victoria (2009)
- Dallas Buyers Club (2013)
- Wild (2014)
- Demolition (2015)
- Big Little Lies (série de televisão) (2017)
- Sharp Objects (minissérie) (2018)